# Cyrtostachys bakeri
Cyrtostachys bakeri är en enhjärtbladig växtart som beskrevs av Heatubun. Cyrtostachys bakeri ingår i släktet Cyrtostachys och familjen Arecaceae.
Artens utbredningsområde är Papua Nya Guinea. Inga underarter finns listade i Catalogue of Life.